# 中山文香
中山文香（1997年9月5日—），具有童顏與巨乳的日本AV女優。所屬事務所是LIGHT。

## 簡歷
2019年12月以MOODYZ的專屬女優身分出道。

2021年文香工作的餐廳，因COVID-19影響生意，使得文香再度調整副業av的工作量。

## 人物
興趣是閱讀和唱歌，擅長速讀。
在小學的時候曾以童星的身分在舞台上活動。

## 外部連結
- 中山文香的X（前Twitter）（2020年9月8日 - ）